# إدين يونوزوفيتش
إدين يونوزوفيتش (بالكرواتية: Edin Junuzović) هو لاعب كرة قدم كرواتي في مركز الهجوم، ولد في 28 أبريل 1986 في رييكا في كرواتيا. لعب مع أمكار بيرم ودينامو بريانسك ونادي أورداباسي ونادي رودار فيلينيه ونادي رييكا.

## وصلات خارجية
- إدين يونوزوفيتش على موقع دوري كوريا الجنوبية (الإنجليزية)
- إدين يونوزوفيتش على موقع قاعدة بيانات كرة القدم.إي يو (الإنجليزية)
- إدين يونوزوفيتش على موقع Soccerway.com (الإنجليزية)
- إدين يونوزوفيتش على موقع عالم كرة القدم.نت (الإنجليزية)